# Fiat 12 HP
O Fiat 12 HP foi um carro produzido pela montadora italiana FIAT em 1901 e 1902. O carro foi projetado pelo engenheiro Giovanni Enrico, sucessor do Faccioli que tinha projetado os três primeiros modelos da Fiat, foi o primeiro Fiat e um dos primeiros carros desta era equipado com um motor de 4 cilindros com blocos duplos. Ele foi fabricado em 106 cópias na planta Corso Dante. A versão de corrida também foi feita a 12 HP Corsa 1901 que incorporou o mesmo motor. A velocidade máxima era de 78 quilômetros por hora (48 mph). Este carro pôr fim à dominação da Panhard em cursos europeus.
No final de 1901, uma versão equipada com um novo motor também é proposto, que recebeu um 4 cilindros 115x180 mm motor de 7475 cc, desenvolvendo 28 cv a 750 rpm e permitindo uma velocidade máxima de 90 quilômetros por hora (56 mph).